# Молдавско-турецкие войны

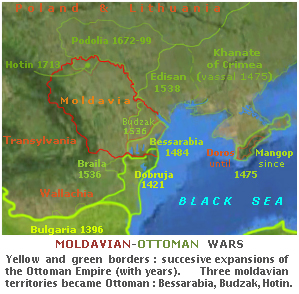
Молдавско-турецкие войны

Молдавско-турецкие войны (рум. Războaiele moldo-otomane) — экспансия Османской империи на территорию Молдавского княжества.
Первый конфликт между Молдовой и Османской империей произошёл в 1420 году, когда турки попытались захватить город Килию в гирле Дуная. Нападение было неудачным. В 1439 году венгерский король Сигизмунд спорил с польским королём Владиславом о разделе Молдовы между двумя странами. Сигизмунд жаловался, что молдаване отказались помочь ему в его походе против турок, но король Владислав утверждал, что молдаване не могут помочь Сигизмунду войсками. Сигизмунду пришлось отказаться от своих претензий.
В 1444 году Молдова направила свои войска на помощь венграм в Варну, в районе которой происходило сражение против турок, однако, несмотря на это, союзники всё же потерпели поражение.
Между 1451 и 1457 годами в Молдове были гражданские волнения и княжество выплачивало Османской империи ежегодную дань в 2000 золотых монет.
В 1470 году, во времена правления Штефана Великого, отношения между Молдовой и Портой стали враждебными, и произошёл ряд военных столкновений, наиболее заметными из которых явились Битва при Васлуй, в ходе которой турки были разбиты, и битва у Валя Албэ, в ходе которой Мехмед II одержал победу, но был вынужден отступить.
В 1484 году турки сумели аннексировать Килию и Аккерман.
После 1504 год Молдова пришла в упадок и была вынуждена признать вассальную зависимость от Порты, но конфликты продолжались вплоть до XIX века.